# USS Columbia (C-12)
USS Columbia (C-12) byl chráněný křižník námořnictva Spojených států amerických třídy Columbia. Byl v pořadí čtvrtou lodí pojmenovanou USS Columbia. Křižník byl operačně nasazen ve španělsko-americké a první světové válce. Vyřazen byl roku 1921.

## Stavba

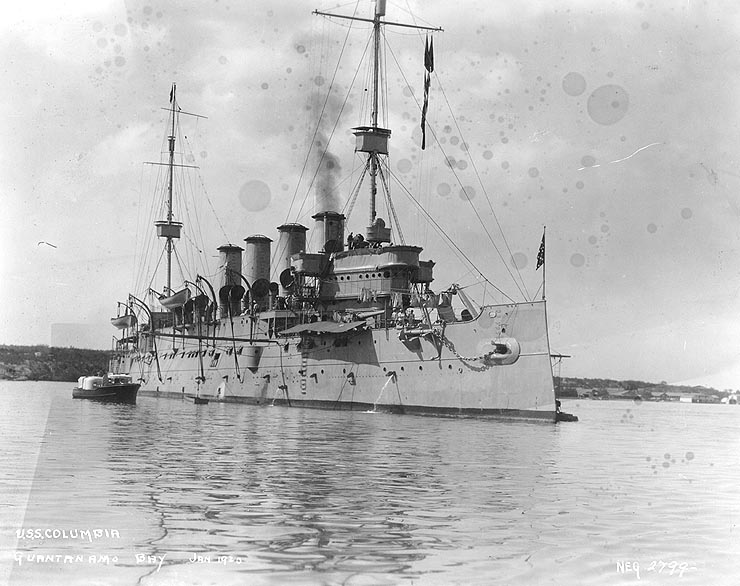
USS Columbia na Kubě roku 1920

Křižník byl postaven loděnicích William Cramp & Sons ve Filadelfii ve státě Pensylvánie. Do operační služby vstoupil v dubnu 1894.

## Konstrukce

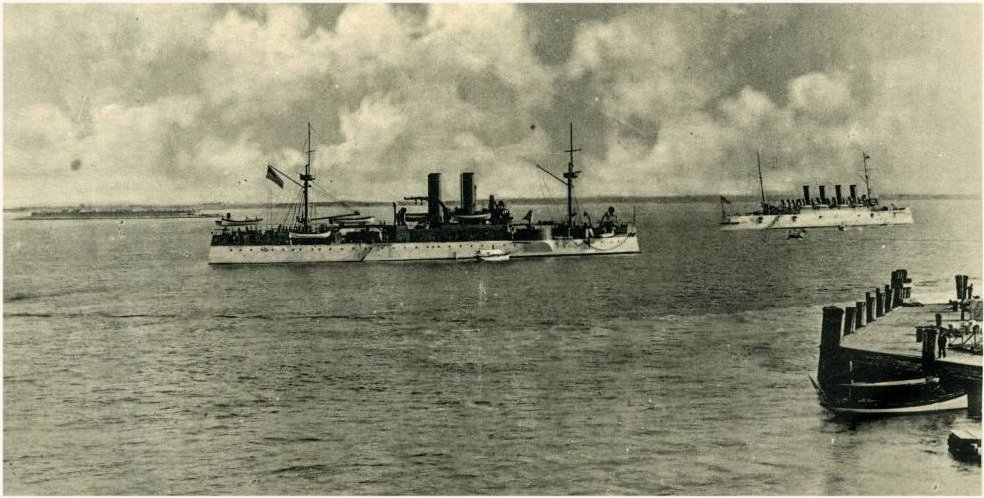
USS Columbia a obrněný křižník USS Maine před španělsko-americkou válkou

Hlavní výzbroj Columbie tvořil jeden 203mm kanón na zádi a dva 152mm kanóny umístěné vedle sebe na přídi před nástavbou. Doplňovalo je osm 100mm kanónů, dvanáct 57mm kanónů a dva 37mm kanóny. Loď rovněž nesla čtyři 356mm torpédomety. Pancéřovou ochranu tvořila pancéřová paluba silná 101 mm. Pohonný systém tvořily tři parní stroje. Lodní šrouby byly tři. Dosahoval nejvyšší rychlosti 22,8 uzlu.

## Operační služba
V letech 1894–1897 křižník sloužil v Atlantiku a Karibiku. Pouze v polovině roku 1895 odplul do Evropy, aby se zúčastnil slavnostního otevření německého Průplavu císaře Viléma. V letech 1897–1898 byla Columbia v rezervě, byla ale reaktivována, aby se mohla zapojit do španělsko-americké války. Ve válce nebyla příliš aktivní, například se podílela na obsazení Portorika. Po skončení války byla Columbia opět převedena do rezervy, v letech 1902–1907 však byla opět aktivována. Poté byla osm let opět v rezervě, aby byla roku 1915 reaktivována jako vlajková loď amerických ponorek v Atlantiku. V letech 1917–1918 loď eskortovala atlantické konvoje a tím přispěla v americké účasti na operacích první světové války. V červenci roku 1920 byla loď přejmenována na Old Columbia (CA-16). V roce 1921 byla definitivně vyřazena ze služby a v následujícím roce sešrotována.